# Gosfrid (hrabia Maine)
Gosfrid (zm. 878) – hrabia Maine, młodszy syn hrabiego Rorgona I i Bilichildy, młodszy brat hrabiego Rorgona II.
W 865 r., po śmierci brata, został hrabią Maine. W tym samym roku król Karol II Łysy nadał mu marchię Neustrii, skonfiskowaną margrabiemu Adalardowi. Oba tytuły nosił aż do swojej śmierci w 878 r.
Nie znamy imienia jego żony. Wiadomo na pewno, że miał dwóch synów:
- Gauzlin II (zm. 914), hrabia Maine
- Gauzbert

Ponieważ jego synowie byli nieletni, po śmierci Gosfrida kolejnym hrabią Maine został Ragenold.